# .ag
.ag（源自安提瓜和巴布达一词的英語：中“Antigua”的缩写“Ag”）为安提瓜和巴布达在互联网域名系统中拥有的国家及地区顶级域（ccTLD）。由于“AG”也是德语单词“Aktiengesellschaft”（中文翻译为“股份有限公司”）的缩写，部分德语国家的股份公司亦使用该顶级域。